# Solegnathus robustus
Solegnathus robustus är en fiskart som beskrevs av Mcculloch 1911. Solegnathus robustus ingår i släktet Solegnathus och familjen kantnålsfiskar. IUCN kategoriserar arten globalt som otillräckligt studerad. Inga underarter finns listade i Catalogue of Life.